# Вольная борьба на летней Спартакиаде народов СССР 1963
Соревнования по вольной борьбе в рамках III летней Спартакиады народов СССР проходили в Москве с 12 по 15 августа 1963 года. Одновременно турнир имел статус 19-го Чемпионата СССР по вольной борьбе. В соревнованиях участвовало 136 борцов из 17 команд.

## Медалисты
| Весовая категория | Золото                                      | Серебро                                       | Бронза                                          |
| ----------------- | ------------------------------------------- | --------------------------------------------- | ----------------------------------------------- |
| Наилегчайший вес  | Али Алиев «Урожай» (Махачкала)              | Владимир Литвин «Динамо» (Львов)              | Заур Шекриладзе «Гантиади» (Тбилиси)            |
| Легчайший вес     | Елкан Тедеев «Динамо» (Орджоникидзе)        | Айдын Ибрагимов «Динамо» (Баку)               | Янис Екабсон «Даугава» (Рига)                   |
| Полулёгкий вес    | Владимир Рубашвили «Буревестник» (Тбилиси)  | Станислав Гаджиев «Динамо» (Махачкала)        | Рагим Исмаилов «Динамо» (Баку)                  |
| Лёгкий вес        | Зарбег Бериашвили «Буревестник» (Тбилиси)   | Юрий Гусов Вооружённые Силы (Орджоникидзе)    | Юрий Тяньков «Буревестник» (Ленинград)          |
| Полусредний вес   | Михаил Бекмурзов «Спартак» (Нальчик)        | Алексей Семкин «Кайрат» (Казахская ССР)       | Николай Аксёнов «Буревестник» (Минск)           |
| Средний вес       | Анатолий Албул Вооружённые Силы (Ленинград) | Борис Гуревич «Динамо» (Киев)                 | Р. Агабекян Вооружённые Силы (Ереван)           |
| Полутяжёлый вес   | Абильсеит Айханов «Кайрат» (Алма-Ата)       | Валентин Попов «Спартак» (Баку)               | Тийт Мадалвее «Трудовые Резервы» (Таллин)       |
| Тяжёлый вес       | Александр Медведь «Буревестник» (Минск)     | Александр Иваницкий Вооружённые Силы (Москва) | Геннадий Андиев Вооружённые Силы (Орджоникидзе) |